# Урочище Винцевський сад
Урочище Винцевський сад (охоронна зона 30 м) — ботанічний заказник місцевого значення. Об'єкт розташований на території Вільнянського району Запорізької області, 2,2 км від села Терсянка.
Площа — 12 га, статус отриманий у 1992 році.